# روی دل روت
روی دل روت (انگلیسی: Roy Del Ruth؛ ۱۸ اکتبر ۱۸۹۳ – ۲۷ آوریل ۱۹۶۱) کارگردان اهل ایالات متحده آمریکا بود.

## بخشی از فیلمشناسی
- تاکسی!
- ترانه ۱۹۳۶ برادوی
- ترور
- هوانورد
- کوچه هوگان